# Cindy Wiginton
Cynthia J. "Cindy" Wiginton, coniugata Cross (Altus, 11 dicembre 1944 – Altus, 26 dicembre 2020), è stata una cestista statunitense.

## Carriera
Attiva nella AAU, disputò i Campionati mondiali del 1964.